# 札幌キリスト教会
札幌キリスト教会（さっぽろキリストきょうかい、英語: Christ Church Cathedral, Sapporo）は北海道札幌市にあるキリスト教教会で、日本聖公会北海道教区の主教座聖堂である。

## 北海道教区
北海道への聖公会の宣教は、1874年からイギリス人のウォルター・デニング師と、アイヌ民族の福祉と教育に貢献した伝道師ジョン・バチェラー師らによって伝道が開始された。以来、百三十年余聖公会は、北海道へのキリスト教伝道、社会福祉、教育、文化等の様々な分野にユニークな働きを行ってきた。現在、北海道教区には24の教会があり、また教育事業として5つの幼稚園、社会福祉事業として4つの保育園などを運営している。
北海道教区の主教は、2022年から（マリア・グレイス）笹森田鶴主教（日本聖公会初の女性主教）である。

## 札幌キリスト教会
札幌キリスト教会の歴史は、1892年にウォルター・アンデレス師がジョン・バチラー師らと共に札幌聖公会を設立したことに始まる。1894年、聖堂新築を完成し（借地：大通西4丁目）、1898年には教会堂新築し移転し（北2条西4丁目）、さらに1917年に会堂を新築し移転した（北8条西6丁目南向き）。太平洋戦争中の1942年には、宗教団体法により法的に解散させられる。
第二次世界大戦後の1946年に、札幌聖公会は日本聖公会に復帰した。1959年には札幌聖公会から札幌キリスト教会に名称変更をし、1963年には北海道教区の主教座聖堂となった。1968年に現在地に教会堂新築移転し、1992年には日本聖公会設立百周年を祝った。2000年には32年ぶりに新築工事を行ない、初の非木造建築となった。
札幌キリスト教会の住所は札幌市北区北8条西6丁目2-18で、現在の牧師は（クリストファー）永谷亮司祭（日曜礼拝：8:00amおよび10:30am聖餐式）である。。この教会では英語礼拝（毎月第三日曜日：17:00pm聖餐式）も行われている。

## 参照項目
- 日本聖公会北海道教区
- 札幌聖ミカエル教会
- 函館聖ヨハネ教会
- 小樽聖公会
- 旭川聖マルコ教会
- 網走聖ペテロ教会
- 帯広聖公会
- 釧路聖ペテロ教会

など
- バチェラー八重子 (姉)
- 向井山雄 (弟)